# Rainbow Pool

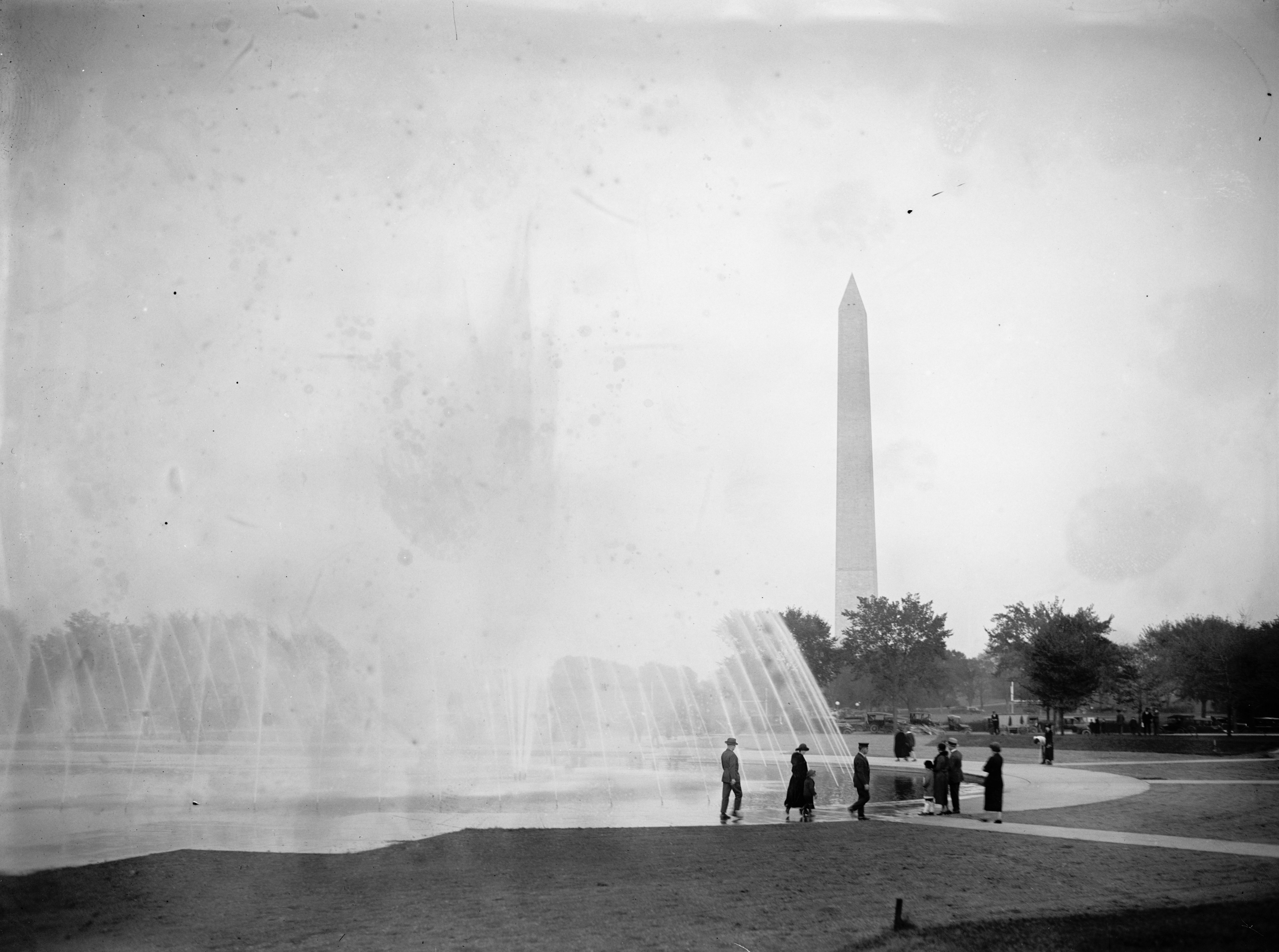
Rainbow pool ca. 1924

La Rainbow Pool était un miroir d'eau situé sur le National Mall à Washington D.C. Elle a été conçue par l'architecte paysagiste Frederick Law Olmsted, Jr., et se trouvait située entre la Lincoln Memorial Reflecting Pool (à l'ouest), et 17th Street NW (à l'est). Le plan d'eau a été rebaptisé "Rainbow pool" le 15 octobre, 1924 après qu'on a remarqué que ses 124 buses créaient un arc-en-ciel (en anglais "rainbow") lorsqu'elles fonctionnaient. En 2001, elle a été intégrée au National World War II Memorial, un monument commémoratif de la Seconde Guerre mondiale.